# Vielmachglas
Vielmachglas ist ein deutscher Spielfilm von Florian Ross aus dem Jahr 2018. Die Tragikomödie nach einem Drehbuch Finn C. Stroeks handelt von der ziellosen Nesthockerin Marleen, dargestellt von Jella Haase, die nach dem Unfalltod ihres älteren Bruders beschließt, dessen ursprünglich geplante Schiffsreise in die Antarktis anzutreten, und sich deshalb kurzerhand auf einen Roadtrip in Richtung Hamburger Hafen begibt.
Der Spielfilm wurde von der Warner Bros. Filmproduktion und Pantaleon Films produziert und zwischen Juni und August 2017 vorrangig im Raum Köln, Wuppertal und Hamburg gedreht. Neben Haase traten unter anderem Marc Benjamin, Matthias Schweighöfer, Juliane Köhler, Uwe Ochsenknecht und Emma Drogunova vor die Kamera. Die Komödie wurde am 8. März 2018 zur öffentlichen Vorführung in Deutschland freigegeben, wo der Film auf gemischte Kritiken stieß.

## Handlung
Marleens Leben stagniert: Ihr Abi liegt bereits längere Zeit zurück, für den zu ihr passenden Studiengang kann sie sich nicht so recht entscheiden, stattdessen jobbt sie in einem Kino. Alle ihre Schulfreundinnen sind bereits von zu Hause ausgezogen und genießen ihr Leben, während Marleen alle ihre Ersparnisse für einen edlen Ledersessel ausgibt – eine Veränderung ihres Lebens scheint noch weit entfernt.
Ganz anders bestellt ist es um ihren mehrere Jahre älteren Bruder Erik: Dieser ist ein Weltenbummler, verdient sich seinen Lebensunterhalt als Verfasser von Reiseberichten und hat bereits sechs Kontinente umfangreich bereist. Gerade besucht Erik seine Familie in der Heimat und erzählt von seinem letzten ausgedehnten Trip um den Globus. Hoch erfreut nehmen die Eltern der beiden zur Kenntnis, dass ein Verlag Interesse daran hat, Eriks Geschichten als Monografie zu veröffentlichen. Marleen, die sich von ihrem Bruder Ratschläge erhofft, wie sie etwas aus ihrem Leben machen kann, ist dagegen nur genervt, dass Erik statt nützlicher Tipps offensichtlich nur Geschichten vom anderen Ende der Welt von sich gibt. Später schenkt Erik seiner enttäuschten Schwester ein Einmachglas, in dem sie Papierschnipsel mit aufgeschriebenen, erlebten Abenteuern sammeln soll. Da sie aber nicht nur eines erleben soll, sondern möglichst viele, nennt er es Vielmachglas.
Am folgenden Morgen möchte Erik direkt wieder aufbrechen: Zunächst nach Hamburg, um dort beim Verlag über die Veröffentlichung seines Buches zu verhandeln, und anschließend mit der Beluga II in die Antarktis – den letzten Kontinent, den er noch nicht bereist hat. Auf dem Weg zum Bahnhof versucht er Marleen, die ihn fährt, zu überzeugen, einfach mal JA! zum Leben und seinen Möglichkeiten zu sagen – so würde sie auch viel erleben. Gerade als sie sich darauf einlässt und beide gemeinsam ein Lied aus dem Radio laut aufdrehen und mitsingen, kracht ein Lastwagen in die Beifahrerseite. Während Marleen mit einigen Kopfverletzungen und einem gebrochenen Unterarm ins Krankenhaus geliefert wird, stirbt Erik noch an der Unfallstelle.
Marleen gibt sich die Schuld an dem Unfall und kuschelt sich nach ihrem Krankenhausaufenthalt fest an den Rucksack ihres Bruders. Dabei findet sie das Ticket für die Beluga II, die in wenigen Tagen gen Südpol ausläuft und nur alle sechs Monate diese Reise antritt. Kurzerhand entschließt sich Marleen, an Stelle ihres toten Bruders diese Reise zu unternehmen, und macht sich mit leichtem Gepäck und ihrem Vielmachglas auf.
Am städtischen Busbahnhof scheint ihre Tour bereits beendet, da ihr Geld zu einer Fahrt nach Hamburg nicht reicht. Hier lernt sie Ben kennen, der vergeblich auf seine Reisegefährtin wartet. Gerade als Marleen zu ihm ins Auto steigen möchte, mischt sich die extrovertierte Vloggerin Zoë ein, die Marleen mit der Idee geradezu übertölpelt, nach Hamburg zu trampen. Auf einem Rastplatz sichert Zoë beiden einen Platz im Führerhaus eines opernliebenden russischen Fernfahrers. Dieser hat als Ladung einen Tiger samt Käfig geladen; zudem eine Ziege als „Wegzehrung“ für die Raubkatze. Als der Fahrer die Ziege während einer Pause erschießen möchte, um sie anschließend zu verfüttern, startet Zoë eine „Rettungsaktion“ und flieht mit der Ziege und Marleen in den Wald. In der nächsten Stadt klärt Zoë erneut eigenmächtig zwei Plätze in einem Reisebus voller Seniorinnen. Die Fahrerin akzeptiert beide als Passagiere, wenn sie dafür niemanden auf das verstopfte Klo lassen. Nachdem die Ziege jedoch in den Bus uriniert hat, muss Marleen den Bus auf offenem Feld verlassen.
Ohne eine Ahnung, wo genau sie eigentlich ist, findet sie nachts Unterschlupf in einem Baumhaushotel. Da sie sich kein Zimmer leisten kann, wird sie vom Besitzer in einem Zimmer mit einem großen Wespennest einquartiert. Dieses versucht sie zu entfernen, indem sie es mit einem alten, als Dekoration an der Wand hängenden Tennisschläger durch das geöffnete Fenster nach draußen schlägt. Nach diesem für Marleen schmerzhaft endenden Erlebnis darf sie in das verstaubte Zimmer der verstorbenen Großmutter des Besitzers umziehen. Hier blättert sie in einem alten Atlas und erinnert sich dabei an die Geschichten ihres Bruders.
Am nächsten Morgen verkauft sie die Ziege einem Bauern und setzt sich zweifelnd an den Straßenrand. Hier trifft sie wieder auf Ben, der sie erneut einlädt, mit ihm mitzufahren. Während der Fahrt erzählt Marleen ihrem Begleiter, dass sie die Reise in die Antarktis von ihrem Bruder geschenkt bekommen hätte. Ben wundert sich neben dem außergewöhnlichen Reiseziel vor allem darüber, dass der Transfer zum Hafen in diesem angeblichen Geschenk fehlt, weshalb Marleen nun planlos durch Deutschland irrt. Sie tauschen sich über ihre Wünsche im Leben aus, wobei sich herausstellt, dass beide aus Angst vor einem möglichen Scheitern ihre Träume nicht verwirklichen wollen. Als sie während eines Zwischenstopps durch eine Wiese voller Glühwürmchen spazieren, ist Marleen für einen kurzen Moment von ihren Sorgen befreit. Doch die Erinnerung an den Unfall kehrt schnell zurück und Marleen erleidet einen kleinen Nervenzusammenbruch. Um etwas auszuruhen, fährt Ben ein Motel an.
Dieses Motel ist auch ein beliebter Treffpunkt von Rockern, die eine Karaoke-Party feiern. Während Rockerin Rosa ein Lied singt, sitzen Marleen und Ben daneben und unterhalten sich über ihre Reise. Ben ist sich sicher, dass die „geschenkte“ Reise absichtlich keine Fahrt zum Schiff beinhalte, damit Marleen auch lerne, mehr aus sich herauszukommen und etwas zu wagen. In Trauer um ihren Bruder schreit Marleen Ben an, dies gehe ihn gar nichts an und er solle, so schnell es geht, aus ihrem Leben verschwinden. Kurz darauf wird sie von Rosa niedergeschlagen, da Marleen ihr Lied zerstört hat. Gemeinsam verbringen Marleen und Rosa die Nacht im Gefängnis. Am nächsten Morgen legt Marleen die restliche Strecke nach Hamburg per Bahn zurück.
Obwohl sie in Hamburg die letzten Meter zum Hafen von der Polizei gefahren wird, verpasst sie ihr Schiff knapp. Sie bricht in Tränen aus und bleibt bis in die Nacht am Dock sitzen. Erneut überrascht Ben sie hier. Marleen erzählt ihm ihre wahre Geschichte, woraufhin Ben vorschlägt, die Erlebnisse der letzten Tage aufzuschreiben und in das Vielmachglas zu stecken. Tatsächlich tun sie dies gemeinsam bis zum nächsten Morgen und kehren dann nach Hause zurück. Auf der Beerdigung ihres Bruders öffnet Marleen das Glas und kippt die Papierschnipsel mit ihren Aufzeichnungen unter Tränen in das Grab ihres Bruders, was sie aber auch offensichtlich erleichtert.
Einige Tage später ist Marleen bereit, neue Abenteuer zu erleben. Gemeinsam mit Ben bricht sie von zu Hause auf, um ihr Vielmachglas erneut mit Erlebnissen zu füllen.

## Rezension

### Kritiken
Antje Wessels von Filmstarts lobte vor allem Haases Spiel, befand jedoch, dass sich der Film „ganz in die Tradition offensichtlicher Vorbilder“ Keinohrhasen und Kokowääh stelle. Drehbuchautor Finn Christoph Stroeks reihe dabei „nur lose zusammenhängende Stationen aneinander, von denen einige mehr, andere weniger komisch“ seien. Darüber hinaus kratze die dramaturgische Klammer „arg an der Glaubwürdigkeit der Geschichte“. Ohne Haase sei Vielmachglas „nicht ansatzweise so charmant, wie es die nach gängigen Wohlfühlmechanismen inszenierte Roadmovie-Komödie nun ist. Dabei ist der Roadtrip selbst allerdings wesentlich amüsanter als das nur bedingt glaubwürdige Familiendrama drum herum.“
Hamburger Abendblatt-Rezensent Peter Zander bezeichnete Vielmachglas als „plumpe Komödie“, die allerdings „ganz auf Jella Haase zugeschnitten“ sei. Er kritisierte, dass die „Figuren keine Menschen aus Fleisch und Blut, sondern nur Karikaturen“ seien, „die immer genau das tun, von dem man denkt, das darf jetzt bitte nicht passieren?“ Zander befand darüber hinaus, dass nicht nur Haase, sondern auch die beiden Nebendarsteller Juliane Köhler und Uwe Ochsenknecht „sträflich unterfordert“ wirkten.

### Einspielergebnis
Der Film feierte am 5. März 2018 im Cinedom in Köln Weltpremiere. Die Freigabe zur öffentlichen Vorführung der Produktion erfolgte nur drei Tage später am 8. März. Vielmachglas erreichte an seinem ersten Vorführwochenende rund 65.000 Zuschauer in 356 Kinos und platzierte sich als höchster Neueinsteiger hinter den US-amerikanischen Produktionen Red Sparrow, Black Panther, Die Verlegerin, Fifty Shades of Grey – Befreite Lust und Game Night auf Platz sechs der deutschen Kinocharts. Das Einspielergebnis betrug 535.000 Euro.